# Лагода, Алла Вячеславовна
Алла Вячеславовна Лагода (род. 6 февраля 1937 года, Киев) — советская артистка балета и балетный педагог. Солистка Киевского театра оперы и балета в 1955—1981 годах, затем — заведующая балетной труппой (1981—1992). Народная артистка УССР (1974).

## Биография
Алла Лагода родилась 6 февраля 1937 года в Киеве. В 1955 году окончила Киевское хореографическое училище, где среди её педагогов были Галина Берёзова и Антонина Ярыгина. Получив в молодости травму, поступила учиться в университет, где изучала английский язык. Восстановившись после травмы, вернулась на сцену.
В 1955—1981 годах (с небольшим перерывом) была солисткой Киевского театра оперы и балета (ныне Национальная опера Украины). Один сезон, в 1963—1964 годах, была солисткой Тбилисского театра оперы и балета, где работала с Вахтангом Чабукиани, затем снова вернулась в Киев. Вместе с труппой ездила на гастроли, в том числе, выступала в Париже и Монте Карло.
В 1981 году окончила Московский институт театрального искусства (ГИТИС). После окончания артистической карьеры в 1981—1992 годах была заведующей балетной труппой театра, с 1992 года — педагог-репетитор Национальной оперы Украины.
Под её руководством в театре начинали карьеру такие артисты, как Ирина Дворовенко (с 1996 года — солистка, затем прима-балерина Американского театра балета), Алина Кожокару (прима-балерина Королевского балета), Яна Саленко (прима-балерина Берлинского балета), Екатерина Ханюкова (с 2014 года — солистка Английского национального балета), Олеся Шайтанова (с 2016 года — солистка Литовского театра оперы и балета), а также Леонид Сарафанов (премьер Мариинского и Михайловского театров).
1 февраля 2009 года на сцене театра прошёл гала-концерт в честь Аллы Лагоды с участием её учеников — солистов Киевского балета и международных звёзд. В мае 2017 года театр отметил юбилей Аллы Лагоды гала-концертом в её честь.

## Репертуар
- Китри, «Дон Кихот»
- Жизель, «Жизель»
- Зарема, «Бахчисарайский фонтан»
- Лауренсия, «Лауренсия»
- Хозяйка Медной Горы, «Каменный цветок»
- Эгина, «Спартак» Арама Хачатуряна
- Ширин и Мехменэ Бану, «Легенда о любви» Арина Меликова
- Акулина[уточнить], «Лесная песня» Михаила Скорульского
- Марина «Поэма о Марине» Бориса Яровинского
- Кармен, «Кармен-сюита» на музыку Жоржа Бизе
- Золотая женщина, «Симфонические танцы» на музыку Сергея Рахманинова

## Награды и звания
- 1974 — Народная артистка УССР
- 2001 — почётная грамота Кабинета министров Украины[2]
- 2004 — кавалер Международного ордена Святого Станислава IV степени[3].
- 2006 — лауреат всеукраинской премии «Женщина III тысячелетия» в номинации «Знаковая фигура».
- Лауреат премии Асафа Мессерера «Лучшему педагогу конкурса имени С. Дягилева»
- 2017 — кавалер ордена княгини Ольги III степени[4].